# 郑亨连
郑亨连（1925年—1982年），朝鲜族，第二次国共内战时期东北人民解放军金成范连机枪手，吉林军区“特等战斗英雄”和南昌军区“一级战斗英雄”称号获得者。

## 生平
1925年12月20日，郑亨连出生于日占朝鲜庆尚北道庆州郡（亦说罗津）一个贫苦农民家庭，在八个兄弟姐妹中排行老七。1940年4月，他随家人迁往吉林汪清县三岔口（今天桥岭）。1946年2月，金成范在汪清三岔口征兵。郑亨连和他大哥一起于2月12日入伍。同年冬，他成为吉东警备一旅第二团第二营七连（金成范连）一排的机枪手:236-237。
1947年，东北民主联军对吉林和长春发起夏、秋、冬季攻势。同年12月，郑亨连所在的七连奉命攻打长春东站，郑亨连在此战斗中获小功一次:115:389。1948年初，七连被改编为人民解放军独立六师十六团二营七连。同年2月孤店子（今吉林市郊区）战斗中，他在队友全部阵亡、重伤的情况下，孤身坚守阵地，在腿部重伤的情况下先后击退国民党军队五次进攻，歼灭国民党军队50余人。同年8月1日，他在独立师吉林军区庆功会上被授予“特等战斗英雄”称号，获“东北战斗英雄奖章”，后开始担任班长职务，并于同年8月24日加入中国共产党:576-577:390-391:237-238。
1948年11月，郑亨连与七连参加了平津战役，后又南下参加了湖北和江西地区的战斗，立大功两次。1949年10月1日，他在南昌庆功会上做了事迹报告，同年11月被南昌警备区授予“一级战斗英雄”称号，《江西日报》以“一级人民战斗英雄郑亨连同志的事迹介绍”为题刊登了他的事迹。:578:391-392:239
1950年1月，郑亨连晋升为副排长。朝鲜战争期间，他先后被提拔为排长、连长等职，立大、小功各2次。1952年6月，多次负伤的郑亨连复员回国，起初在汪清县转角楼村务农，后转到汪清林业局工作。1982年6月14日，他因病去世，被葬于汪清县革命烈士陵园。:239

## 荣誉
- “特等战斗英雄”称号，1948年8月吉林军区[2]
- “一级战斗英雄”称号，1949年10月南昌军区[8][2]